# День святого Валентина
День свято́го Валенти́на (также Валентинов день), или День всех влюблённых — праздник католического происхождения, который отмечается 14 февраля во многих странах мира. Назван по имени двух раннехристианских мучеников с именем Валентин — Валентин Интерамнский и Валентин Римский.
Отмечающие этот праздник дарят любимым и дорогим людям подарки, цветы, конфеты, игрушки, воздушные шарики и особые открытки (часто в форме сердечка) со стихами, любовными признаниями или пожеланиями любви — валентинки.

## История

### Луперкалии Древнего Рима
Согласно гипотезе, праздник восходит к луперкалиям Древнего Рима. Луперкалии — праздник плодородия в честь богини «лихорадочной» любви Juno Februata и бога Фавна, покровителя стад, который отмечался ежегодно 14 февраля.
В Древнем мире детская смертность была очень высока. В 276 году до н. э. Рим чуть было не вымер в результате «эпидемии» мертворождений и выкидышей. Оракул известил, что для повышения рождаемости необходим обряд телесного наказания (порки) женщин с помощью жертвенной кожи. Люди, которые по каким-либо причинам имели мало детей или не имели вообще, рассматривались как проклятые и прибегали к мистическим обрядам, чтобы обрести способность к деторождению.
Место, где волчица, по легенде, выкормила Ромула и Рема (основателей Рима), считалось у римлян священным. Каждый год 15 февраля здесь проводился праздник, называемый «Lupercalia» (лат. lupa — «волчица»), во время которого в жертву приносились животные. Из их шкур изготавливались бичи. После пира молодые люди брали эти бичи и голыми бежали по городу, ударяя бичом встретившихся на пути женщин. Женщины охотно подставляли себя, считая, что эти удары дадут им плодовитость и лёгкие роды. Это стало очень распространённым ритуалом в Риме, в котором участвовали даже члены знатных семейств. Есть свидетельства, что даже Марк Антоний бывал луперком.
В конце торжеств женщины тоже раздевались догола. Эти празднества стали так популярны, что даже когда многие другие языческие праздники были отменены с распространением христианства, этот ещё долгое время существовал.

### Связь с луперкалиями

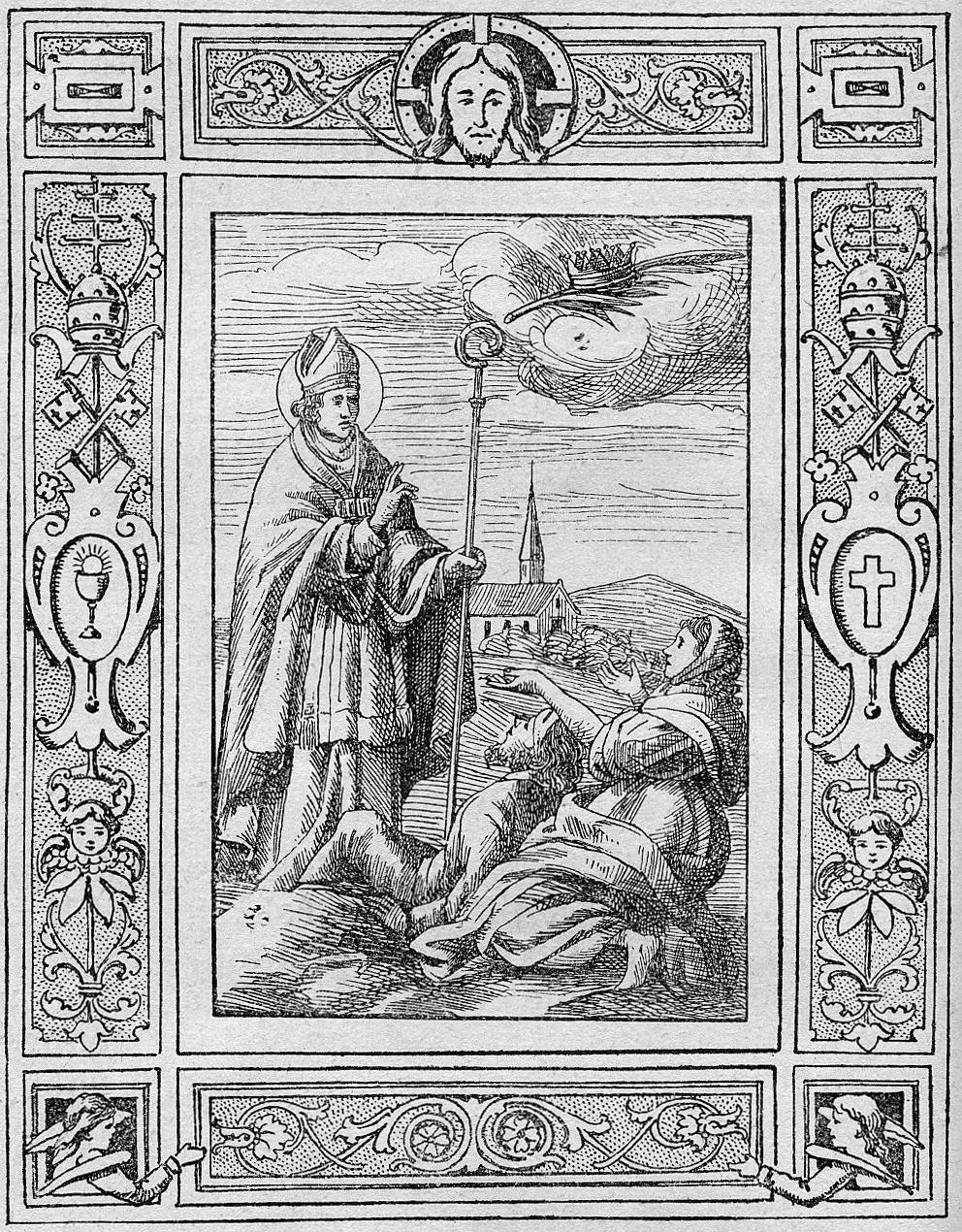
Святой Валентин

В 494 году Папа Геласий I попытался запретить Луперкалии.
По мнению авторов Православной энциклопедии, «более вероятным представляется то, что празднование дня св. Валентина заменило собой луперкалии — древний римский праздник женского плодородия, приходившийся на середину февраля».
Историки Уильям Френд и Джек Оруч считают, что гипотеза о древнеримских языческих корнях Дня святого Валентина не имеет особых оснований. Представление о том, что произошла замена языческого культа христианским празднованием, является догадкой, возникшей лишь в XVIII веке у антиквара Албана Батлера, который занимался составлением «Батлерова жития святых» (англ. The Lives of the Fathers, Martyrs and Other Principal Saints), и Франциска Сальского из-за полного отсутствия достоверных данных о Валентине, поэтому была сделана попытка искусственно связать сочинения XIV века с событиями, происходившими в III веке. Учёные Майкл Кэйлор и Генри Келли также считают, что нет доказательств, указывающих на связь между современными романтическими повествованиями и римским фестивалем.
Протодиакон Андрей Кураев по данному поводу замечает, что:
Действительно ли именно папа Геласий назначил праздник св. Валентина на 14 февраля — неясно. Несомненно, что именно этот папа положил конец празднованию Луперкалий в Риме. Также этот папа памятен тем, что издал декрет, ограничивающий хождение апокрифов и строго определяющий рамки библейского канона. И всё же я боюсь, что нет документов, которые позволяли бы утверждать, что «в 496 году папским указом Луперкалии преобразованы в День всех влюблённых, а Валентина, отдавшего за любовь свою жизнь, причислили к лику святых».

### Легенды о святом Валентине
В позднем средневековье во Франции и Англии житие св. Валентина постепенно начало обрастать легендами, связанными с тайным венчанием влюблённых пар. Согласно Золотой легенде, властный и жестокий римский император Клавдий II пришёл к мысли, что одинокий мужчина, не обременённый женой и семьёй, лучше будет сражаться на поле битвы во славу Цезаря, и запретил мужчинам жениться, а женщинам и девушкам — выходить замуж за любимых мужчин. А святой Валентин был обычным полевым врачом и священником, который сочувствовал несчастным влюблённым и тайком от всех, под покровом ночи освящал браки легионеров. Вскоре деятельность святого Валентина стала известна властям, и его посадили в темницу, а затем казнили 14 февраля 269 года.
Согласно другой легенде, римский патриций Валентин, являвшийся тайным христианином, обративший в новую веру также и своих слуг, однажды проводил обряд венчания для двоих из них. По доносу или по стечению обстоятельств все трое были задержаны стражей. Валентин, как лицо, принадлежавшее к высшему классу, мог избежать смерти, но не его слуги. Тогда, желая ободрить обречённых единоверцев, Валентин пишет им письма в виде красных сердец, означающих христианскую любовь. Послания новобрачным должна была передать слепая девочка, но неожиданно в темницы пришёл сам Валентин, который уговорил стражу отпустить его слуг взамен на его жизнь. Перед выходом на арену смерти Валентин передал последнее письмо, освящённое верой и добротой, слепой девочке, которая после этого прозрела и стала красавицей.

### Влияние Джефри Чосера
Традиция празднования дня Святого Валентина как «дня влюблённых» возникла под влиянием английской литературы с конца XIV века. В поэме «Птичий парламент» «отца английского литературного языка» Джефри Чосера, а также в 34-й и 35-й балладах другого английского поэта Джона Гауэра, нашло отражение народное поверье, что в этот день птицы начинают поиск своей пары.
Поэма была написана в честь помолвки Ричарда II с Анной Чешской. Сама помолвка состоялась 2 мая 1381 года. (Когда они поженились 8 месяцев спустя, обоим было только 15 лет.)
В поэме «Птичий парламент» Джефри Чосера есть следующие строки, посвящённые романтическому воспеванию Дня всех влюблённых:

Зане был день Святого Валентина,

Когда пернатые вступают в брак…
Оригинальный текст (англ.)
For this was on seynt Volantynys day

Whan euery bryd comyth there to chese his make…

— Чосер Дж. Книга о королеве. Птичий парламент / Пер. с англ., предисл. и комм. С. А. Александровского. — М.: Время, 2004. — 224 с. — (Триумфы). — ISBN 5-94117-146-3.
Джек Орач (англ. Jack Oruch) отмечает, что до появления чосеровской поэзии не было ни одного литературного произведения, романтически преподносящего День святого Валентина.

### Российская империя
В Российской империи день святого Валентина существовал и также праздновался 14 февраля, несмотря на неодобрение Православной церкви. Он был популярен среди российского дворянства. Девушки делали «валентинки» из шёлка, кружевные, пахнущие духами, с засушенными или живыми цветами, чтобы затем тайком подложить её в карман пальто избранника, передать с посыльным мальчиком или вручить лично. Также в этот день было принято устраивать балы, особенно если в доме были девушки на выданье. Тогда ещё приглашали и потенциальных женихов.
На балах в честь праздника была популярна игра: ведущий брал две шляпы — мужскую и женскую, затем девушки и мужчины писали записки со своими именами и складывали их в эти шляпы (женщины в женскую, мужчины в мужскую), после этого тянули записки — женщины из мужской шляпы, мужчины из женской. Таким образом, образовывались пары, которые не должны были расставаться весь вечер. Часто после праздника играли много свадеб.

## Валентинка — символ праздника

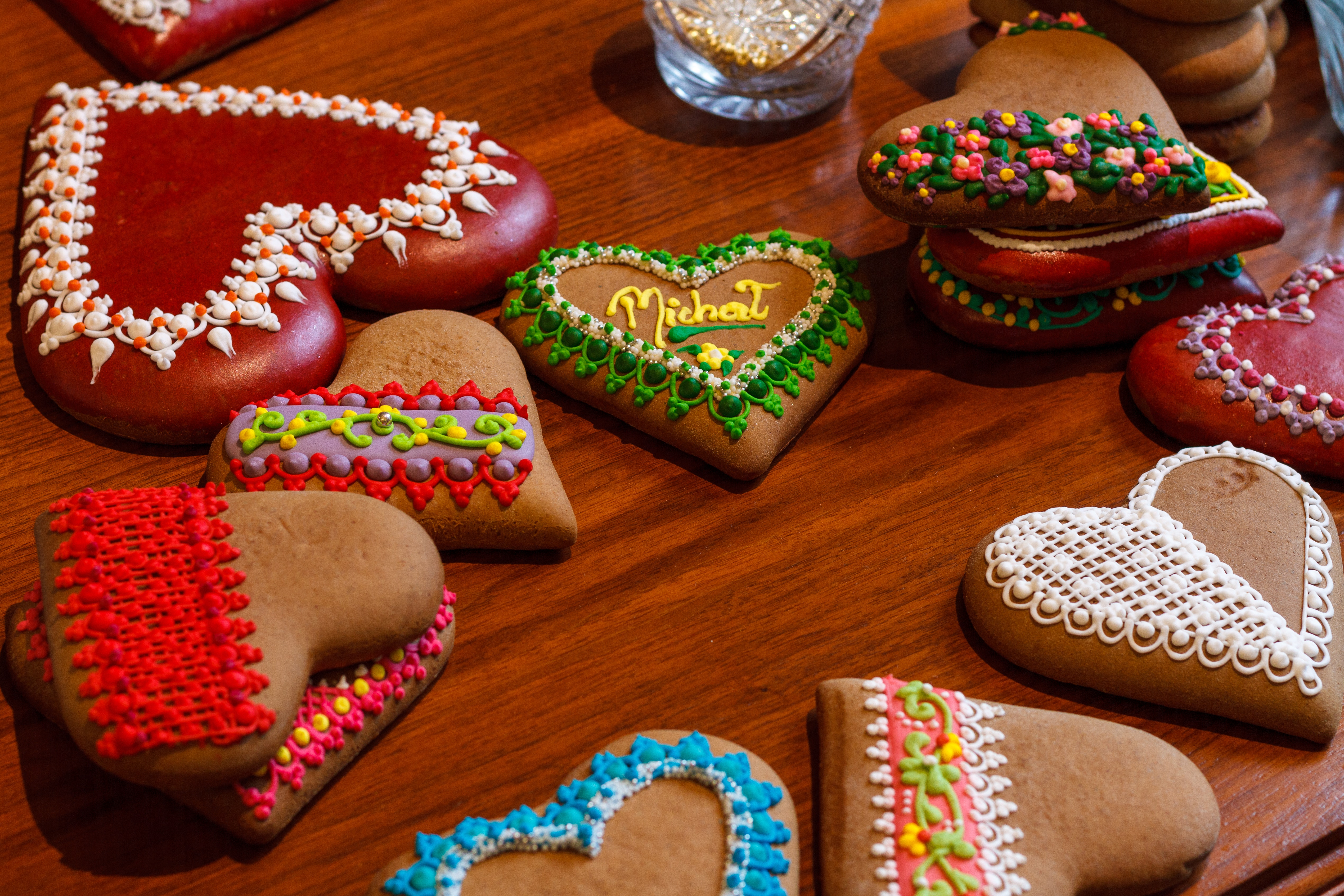
Валентинки-печенюшки

Валентинка — открытка, обычно в форме сердца, которую принято дарить любимым людям в День святого Валентина. Традиционный цвет валентинки — красный или розовый. Они символизируют любовь и преданность.
Самая старая валентинка была найдена в одной из английских библиотек. Она была написана в 1477 году. В любовном послании девушка просит молодого человека доказать свою любовь и сообщает, что она во что бы то ни стало добьётся для них приданого от матери.
Создание первой «валентинки» приписывают также герцогу Орлеанскому в 1415 году. Он сидел в темнице и таким образом, возможно, боролся со скукой, сочиняя любовные послания собственной жене.
Наибольшего распространения открытки-«валентинки» достигли уже в XVIII веке.

## Современное состояние
«Энциклопедический словарь Брокгауза и Ефрона» сообщает, что 14 февраля в Англии и Шотландии «в старину» проводился следующий ритуал:
Накануне дня, посвящённого св. Валентину, собирались молодые люди и клали в урну соответственное их числу количество билетиков, с обозначенными на них именами молодых девушек; потом каждый вынимал один такой билетик. Девушка, имя которой доставалось таким образом молодому человеку, становилась на предстоящий год его «Валентиной», так же, как и он — её «Валентином», что влекло за собой между молодыми людьми на целый год отношения вроде тех, какие, по описаниям средневековых романов, существовали между рыцарем и его «дамой сердца».
П. Д. Сахаров пишет, что день святого Валентина «отмечается 14 февраля согласно календарям ряда западных христианских церквей», и отмечает, что «в Римско-католической церкви память св. Валентина (мученика, пострадавшего в Риме в сер. 3 в.) чтилась в этот день в качестве обязательной до литургической реформы 1960 — 70-х гг.».
В 1969 году празднование дня памяти св. Валентина как общецерковного святого было прекращено, а имя его удалено Римско-католической церковью в ходе преобразований календаря святых, по причине того, что о данном мученике нет никаких точных сведений, кроме личного имени и предания об усекновении головы мечом.
В настоящее время Римско-католическая церковь отмечает в этот день память святых равноапостольных Кирилла и Мефодия, а указанный праздник перешёл в разряд необязательных.
В православной церкви память Валентина, пресвитера Римского, с именем которого обычно связывают празднование дня святого Валентина, празднуется 19 июля (старого стиля — в старостильных церквах, нового стиля — в новостильных).

### В России

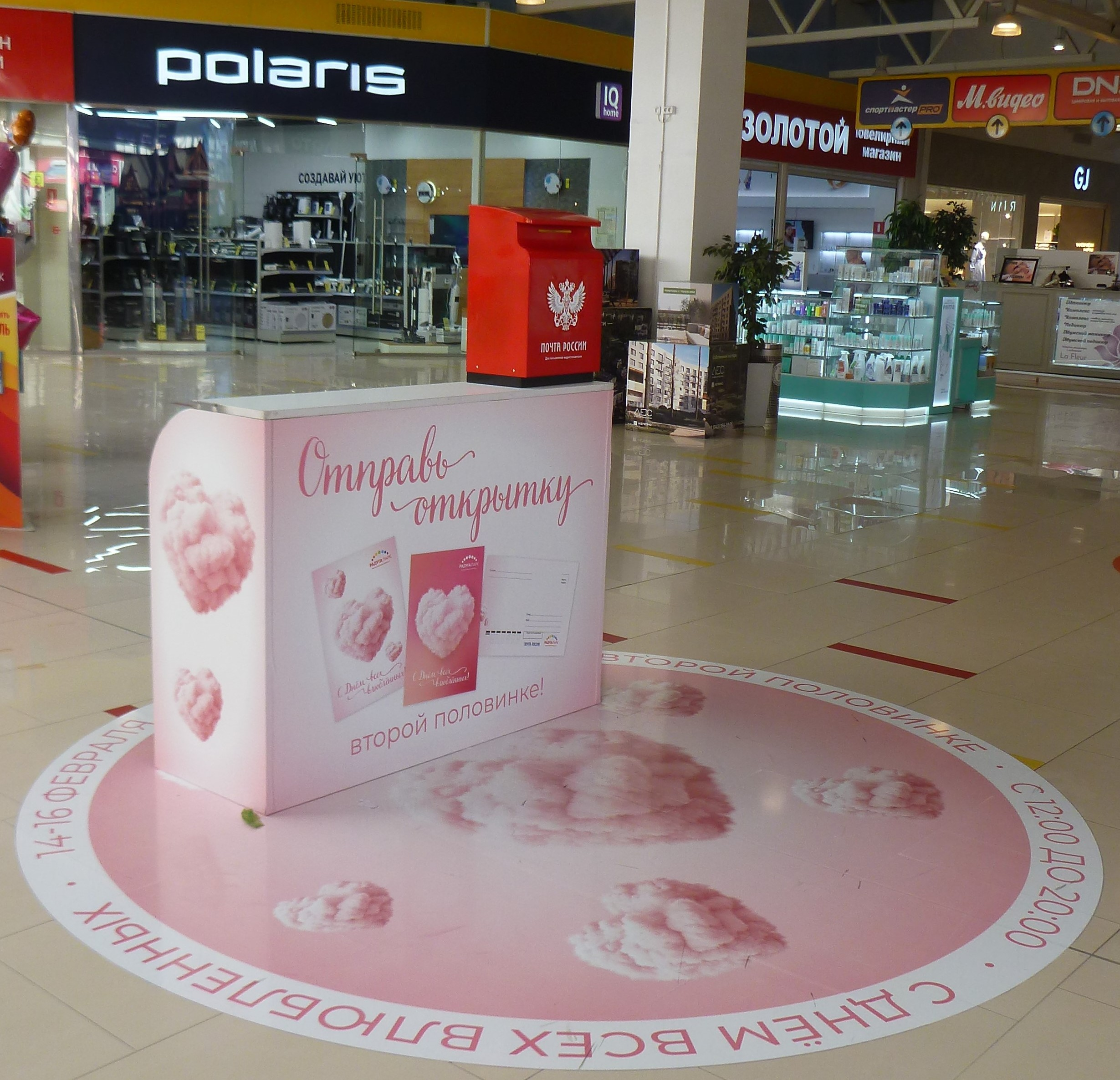
Ящик «Почты России» для валентинок, временно установленный в Екатеринбурге, 15 февраля 2024 года

В России праздник носит светский характер и отмечается с начала 1990-х годов XX века. По данным ВЦИОМ, наиболее популярен этот праздник среди молодёжи. Более 81 % юношей и девушек в возрасте от 18 до 24 лет отмечают этот праздник. В ходе исследования, проведённого «Левада-Центром», выяснилось, что в данный момент 53 % россиян считают себя влюблёнными. Между тем есть и те, кто готов бороться с «чуждой» традицией празднования этого дня.
В число подарков входят: сувенирные сердечки, цветы, открытки и т. д. Основную массу покупателей, по статистике, составляет молодёжь. Распространены также подарки, сделанные своими руками.
Отношение католической и православной церквей к этому празднику неоднозначное.

#### Католичество
Римско-католическая церковь никаких особых праздничных богослужений в день святого Валентина официально не проводит, считая его празднование народной, а не церковной традицией.

Генсек Конференции католических епископов России, священник Игорь Ковалевский, в свою очередь, сообщил РИА Новости, что в российских католических храмах 14 февраля вместо «Дня влюблённых», имеющего языческие корни, отмечается литургический праздник покровителей Европы святых Кирилла и Мефодия. Празднование же в честь святого Валентина в этот день является, по словам священника, «факультативным».— 

#### Православие
Неодобрительно относятся к празднику некоторые иерархи Русской православной церкви.
Губернатор Белгородской области Е. С. Савченко в 2011 году дал поручение запретить празднование Дня св. Валентина, в рамках плана «мероприятий по обеспечению духовной безопасности».
Предпринимаются попытки предложить альтернативу празднованию Дня святого Валентина в виде Дня святого Трифона (также 14 февраля по новому стилю).
В то же время в защиту Дня святого Валентина высказывался публицист протодиакон Андрей Кураев, считающий, что, несмотря на зарождение традиции празднования в католической культуре, День святого Валентина имеет и православные корни тоже. В качестве примеров Кураев приводит историю возникновения празднования Рождества, дня Николая Чудотворца, а также принятие Русской православной церковью 9 мая — Дня Победы.

#### Ислам
Представители исламского духовенства выступали с негативными оценками праздника.

#### Коммерциализация праздника
Высказывается отрицательное отношение к коммерциализации Дня святого Валентина, как это происходит и с такими религиозными праздниками, как Рождество Христово и Пасха.
Публицист Татьяна Фёдорова по поводу этого замечает, что происходит «создание специфического, достаточно дурновкусного антуража и постепенный перенос основного акцента праздника с любви — рыцарского поклонения, как это было во времена Чосера и его эпигонов, на любовь — „эрос“». В то же время она замечает, что нет ничего плохого в том, чтобы, используя опыт иной традиции, воплощать ценности любви, совершая «маленькое доброе чудо для наших самых родных и любимых людей», а также, что каждый человек сам решает, «поддаваться на коммерческие приманки или нет, следовать навязываемым извне традициям или создавать что-то своё, собственное».
Востоковед П. Д. Сахаров отмечает, что сегодня «традиция празднования дня св. Валентина сохраняется в ряде регионов, однако Россия не входит в их число» и что «в России в последние годы празднование дня св. Валентина стало входить в моду преимущественно в среде молодёжи и школьников», однако «оно носит исключительно светский характер и является одним из многочисленных проявлений вестернизации молодёжной культуры.

### Европа
В Европе традиция празднования восходит к XII—XIII веку.

#### Великобритания
Отправление валентинок было модным в Великобритании XIX века. Также британские девушки в этот день гадали на суженого, глядя в окно.

#### Дания
В Дании принято дарить любимым засушенные белые цветы.

#### Австрия
В Австрии принято дарить свежие красные розы.

#### Германия
В Германии принято дарить красные цветы.

#### Испания
В Испании принято дарить любимые цветы.

#### Франция
Во Франции принято дарить драгоценности.

#### Эстония
В Эстонии праздник имеет второе название — День друзей.

### Северная Америка
В США впервые День святого Валентина праздновался в 1777 году.
В 1847 году Эстер Хоуланд открыла успешное дело по ручному изготовлению валентинок по британским образцам в своём доме в городе Вустер, штат Массачусетс. С XIX века самодельные валентинки почти совсем уступили место поздравительным открыткам массового производства. Популярность таких открыток в Америке XIX века была предвестником последующей коммерциализации праздников в Соединённых Штатах.
В XX веке в моду вошло в качестве подарка покупать дорогостоящие марципаны. Считалось дурным тоном не подарить марципаны невесте на свадьбу.
По данным Ассоциации поздравительных открыток в США, валентинки — самые популярные праздничные открытки после рождественских.
В Канаде День святого Валентина отмечается с начала XIX века, принято дарить засушенные белые цветы.

### Азия

#### Саудовская Аравия
В Саудовской Аравии празднование Дня святого Валентина запрещено под угрозой больших штрафов.

#### Япония
В Японии День святого Валентина отмечается с 30-х годов XX века. Первоначально у японцев было принято дарить в этот праздник друг другу сладкие подарки. Впоследствии сильная коммерциализация значительно изменила обычай. Сегодня наиболее популярным подарком является шоколад, причём подарки должна преподносить девушка как своему избранному, так и своим друзьям. Во втором случае подарок называется гири-тёко (вежливый шоколад). Подарок от мужчины в этот день считается не мужественным. Ответный подарок, как правило, в виде белого шоколада, избранный мужчина делает через месяц в так называемый «белый день».

### Австралия
В Австралии День всех влюблённых имеет свои собственные традиции. Так, считается, что когда во времена золотой лихорадки благодаря крупным запасам в шахтах Балларат золотоискатели стали очень богатыми, мужчины, стараясь показать, насколько они богаты, заказывали своим дамам «валентинки», которые могли стоить несколько тысяч фунтов.